# Rödhornig månblomfluga
Rödhornig månblomfluga (Eumerus ruficornis) är en tvåvingeart som beskrevs av Johann Wilhelm Meigen 1822. Rödhornig månblomfluga ingår i släktet månblomflugor, och familjen blomflugor.
Artens utbredningsområde är Tyskland. Enligt den svenska rödlistan är arten nationellt utdöd i Sverige. . Arten har tidigare förekommit i Götaland, Gotland och Öland men är numera lokalt utdöd. Artens livsmiljö är våtmarker, jordbrukslandskap. Inga underarter finns listade i Catalogue of Life.